# 神戸市演奏協会
公益財団法人神戸市演奏協会（こうべしえんそうきょうかい）は、神戸市にかつて存在した兵庫県知事認定の公益財団法人。1994年11月設立、2016年4月1日に合併により消滅（後述）。

## 概要
神戸市室内合奏団（現神戸市室内管弦楽団、1981年発足）および神戸市混声合唱団（1989年発足）の運営・育成を主な事業とし、神戸在住あるいは関係する音楽家によるオペラ演奏会を主催する。刊行物として音楽のまちKOBEを発行し、地域に根付いた音楽活動の普及を目指している。2016年4月1日、公益財団法人神戸市民文化振興財団と合併。神戸市財団法人は同財団演奏部となった。